# Déclaration de Bréda
 (septembre 2022).
Si vous disposez d'ouvrages ou d'articles de référence ou si vous connaissez des sites web de qualité traitant du thème abordé ici, merci de compléter l'article en donnant les références utiles à sa vérifiabilité et en les liant à la section « Notes et références ».

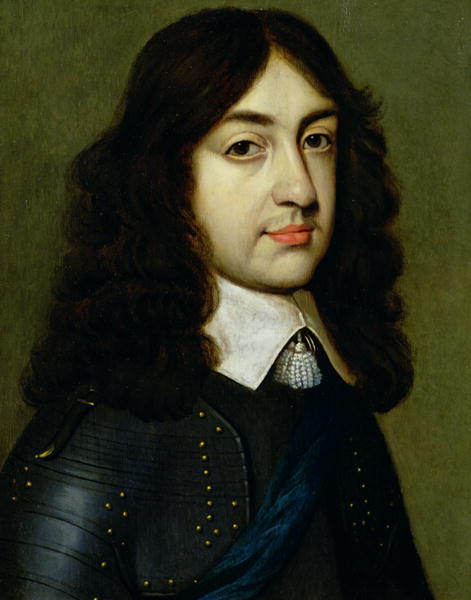
Charles II, roi d'Angleterre, d'Écosse et d'Irlande

La Déclaration de Bréda datée du 4 avril 1660 est une proclamation de Charles II d’Angleterre dans laquelle il promettait une grâce générale pour les crimes commis pendant la guerre civile anglaise et l’interrègne pour tous ceux qui le reconnaîtraient comme le roi légitime ; la rétention par les propriétaires actuels des biens achetés au cours de la même période ; la tolérance religieuse ; et le paiement des arriérés aux membres de l’armée, celle-ci étant remise en service au bénéfice de la couronne. 
Les trois premiers engagements ont tous fait l’objet d’amendements par des lois du Parlement.

## Contexte
La déclaration a été écrite en réponse à un message secret envoyé par le général George Monck qui contrôlait alors effectivement l’Angleterre. Le 1er mai 1660, le contenu de la déclaration et des lettres qui l’accompagnent ont été rendus publics. Le lendemain, le Parlement adopta une résolution selon laquelle « le gouvernement devrait être assuré par le roi, les lords et les communes » et Charles fut invité en Angleterre pour recevoir sa couronne. Le 8 mai, Charles fut proclamé roi. 
La déclaration a été nommée d’après la ville de Breda aux Pays-Bas. Elle a en fait été écrite dans les Pays-Bas espagnols, où Charles résidait depuis mars 1656. Cependant, au moment d’écrire ces lignes, l’Angleterre était en guerre avec l’Espagne depuis 1655. Pour surmonter les difficultés, à la fois pratiques et en termes de relations politiques, d’un futur roi d’Angleterre s’adressant à ses sujets depuis le territoire ennemi, Monck conseilla à Charles de s’installer aux Pays-Bas unis, et de dater ses lettres comme si elles étaient postées de Breda. Charles quitta Bruxelles, sa dernière résidence dans les Pays-Bas espagnols, et de passage par Anvers arriva à Breda le 4 avril, et y résida jusqu’au 14 mai. Puis il se rendit à La Haye, où il fut reçu par les États généraux des Pays-Bas en tant que roi régnant d’Angleterre de manière grandiose. Il partit pour l’Angleterre le 2 juin de Scheveningen sur la côte néerlandaise. La déclaration, cependant (en fait plusieurs lettres, adressées à Monck, aux Chambres du Parlement et à la Ville de Londres), a été envoyée dès que Charles a traversé la frontière de la République néerlandaise, et était datée du 4 avril (Juien).
La déclaration a été rédigée par Charles et ses trois principaux conseillers, Edward Hyde, James Butler et Nicholas Monck.

## Commémoration
Plusieurs navires de guerre de la Royal Navy seront plus tard nommés HMS Breda d'après la déclaration.

## Source
- (en) Cet article est partiellement ou en totalité issu de l’article de Wikipédia en anglais intitulé « Declaration of Breda » (voir la liste des auteurs).